# Повага
Повага, також респект — означає шанування або пошану, яку людина має (або отримує від) когось або чогось через свої якості, досягнення чи навички. Конкретніше це означає оцінку якостей людини, і цей вид оцінювання відрізняється від інших форм оцінювання, таких як просування або використання. Це почуття шани, прихильне ставлення, що ґрунтується на визнанні чиїх-небудь заслуг, високих позитивних якостей когось, чогось; пошана, шана, шаноба; вияв такого почуття. З повагою несумісні несправедливість, приниження честі і гідності людини, недовіра, грубість, насилля. Повага передбачає: справедливість, рівність прав, найбільш повне задоволення інтересів людей, уважне ставлення до їхніх прагнень, переконань; чуйність, делікатність, скромність, ввічливість. Це відношення до людей, в якому практично (у відповідних діях, мотивах, в також в соціальних умовах життя) визнається гідність особистості.
|  | «Стався до інших так, як хочеш, щоб ставились до тебе». |

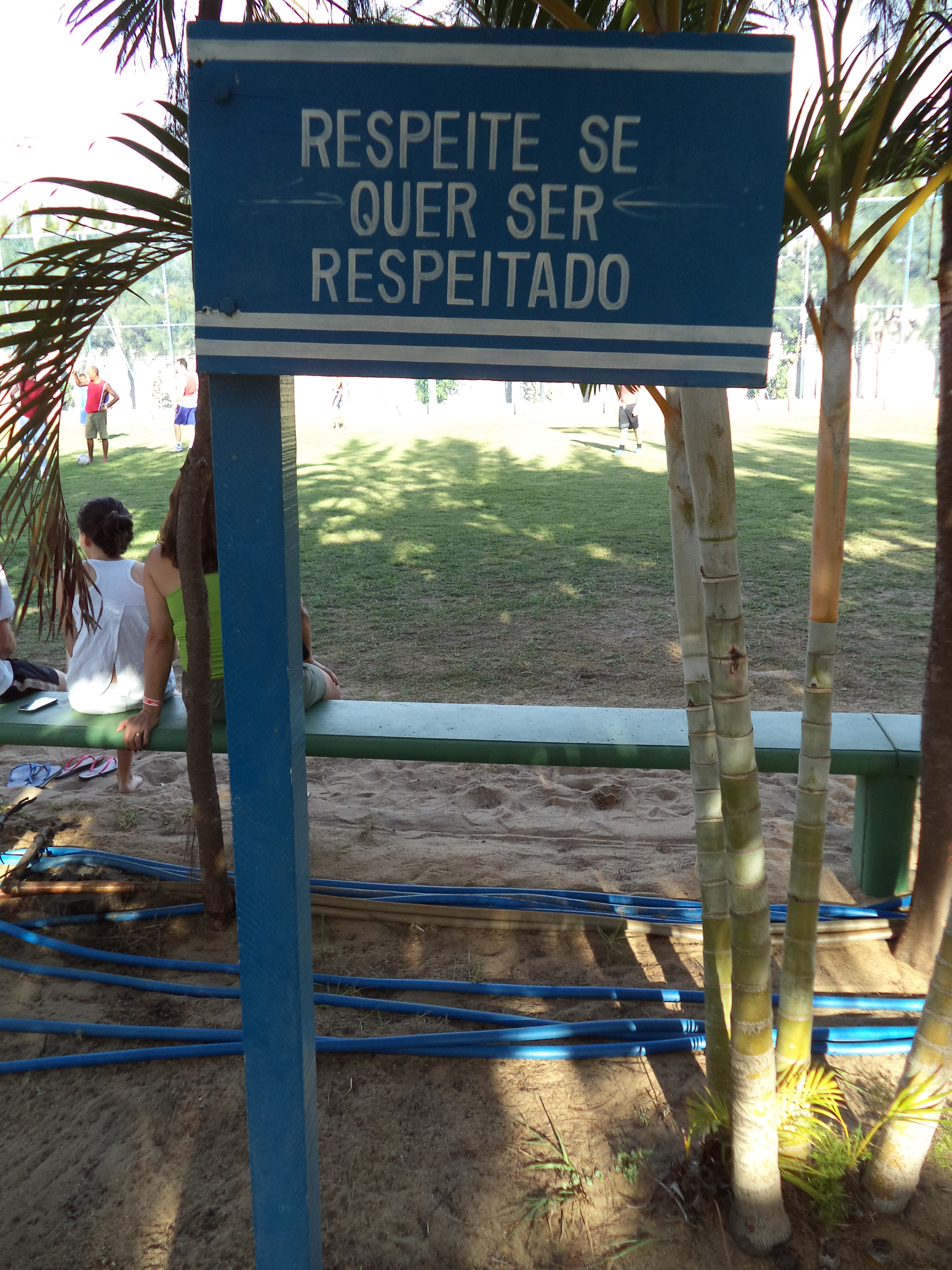
Табличка в Сан-Жуан-да-Барра (муніципалітет у Бразилії у штаті Ріо-де-Жанейро) із закликом португальською мовою: «Respeite se quer ser respeitado» — «Поважай, якщо хочеш, щоб тебе поважали (Якщо ви хочете, щоб вас поважали, будьте поважними)» Золоте правило моральності: «Стався до інших так, як хочеш, щоб ставились до тебе». «Золоте правило» — фундаментальне правило моральності, виникло в середині І тис. до н.е. З'явилося одночасно й незалежно один від одного в різних культурах: давньокитайській (Конфуцій), давньоіндійській (Будда), давньогрецькій (сім мудреців), але в схожих формулюваннях.

Поважати, означає: 1. Ставитися з повагою до кого-, чого-небудь, мати відчуття поваги до когось, чогось; високо цінити що-небудь; рахуватися з чим-небудь, брати до уваги щось. 2. У розмовній мові означає віддавати перевагу чому-небудь.
Кожна людина, незважаючи на її вік, стать, професію, громадянський, юридичний стан, стан здоров'я тощо, має почуття власної гідності, яке слід поважати і з яким слід рахуватися в усіх ситуаціях життя як з первісним і базовим багатством людини і суспільства. Взаємна повага і визнання кожною людиною честі і гідності кожної іншої людини є основою міжособистісних стосунків.
У будь-яких спірних ситуаціях до партнерів слід ставитися з повагою, розглядати їх як рівних собі.
Повага є важливою частиною моралі. У свідомості суспільства повага вимагає справедливості, рівності прав, уваги до інтересів і переконань, свободи. Придушення цих якостей порушує повагу. Вияви поваги традиційно вважаються пов'язаними з морально-етичними питаннями, хоча в деяких випадках вони пов'язані з правовими та культурними питаннями. Термін повага з'являється в різних дисциплінах, таких як політична філософія та інших соціальних науках, таких як антропологія, соціологія та психологія. 
Повага та неповага також можуть бути виражені до речей, які не є особами, такими як керівні принципи, правила, закони, системи, та інституційні організації чи операції. Отже, ми можемо сказати, що закони, які забороняють катування, виражають повагу до людей, тоді як інститут рабства є глибокою неповагою до людей.

## Знаки поваги та інші способи вияву поваги
Через захоплення та похвалу до інших людей повага може з'явитися через форму підпорядкування. У таких випадках у спілкуванні між людьми виникає розрив у повноваженнях. У цьому полягає повага людей до влади, яка є нормою в демократичних суспільствах. На противагу цьому, повага через розрив у владі може також ґрунтуватися на страху, що є більш поширеним у тоталітарних суспільствах. Подібні лінії розмежування існують на різних рівнях у суспільстві, спрямовані на людей, яких визначають як людей при владі. Прикладами є національні та місцеві політики, релігійні лідери, військові, поліцейські, вчителі. 

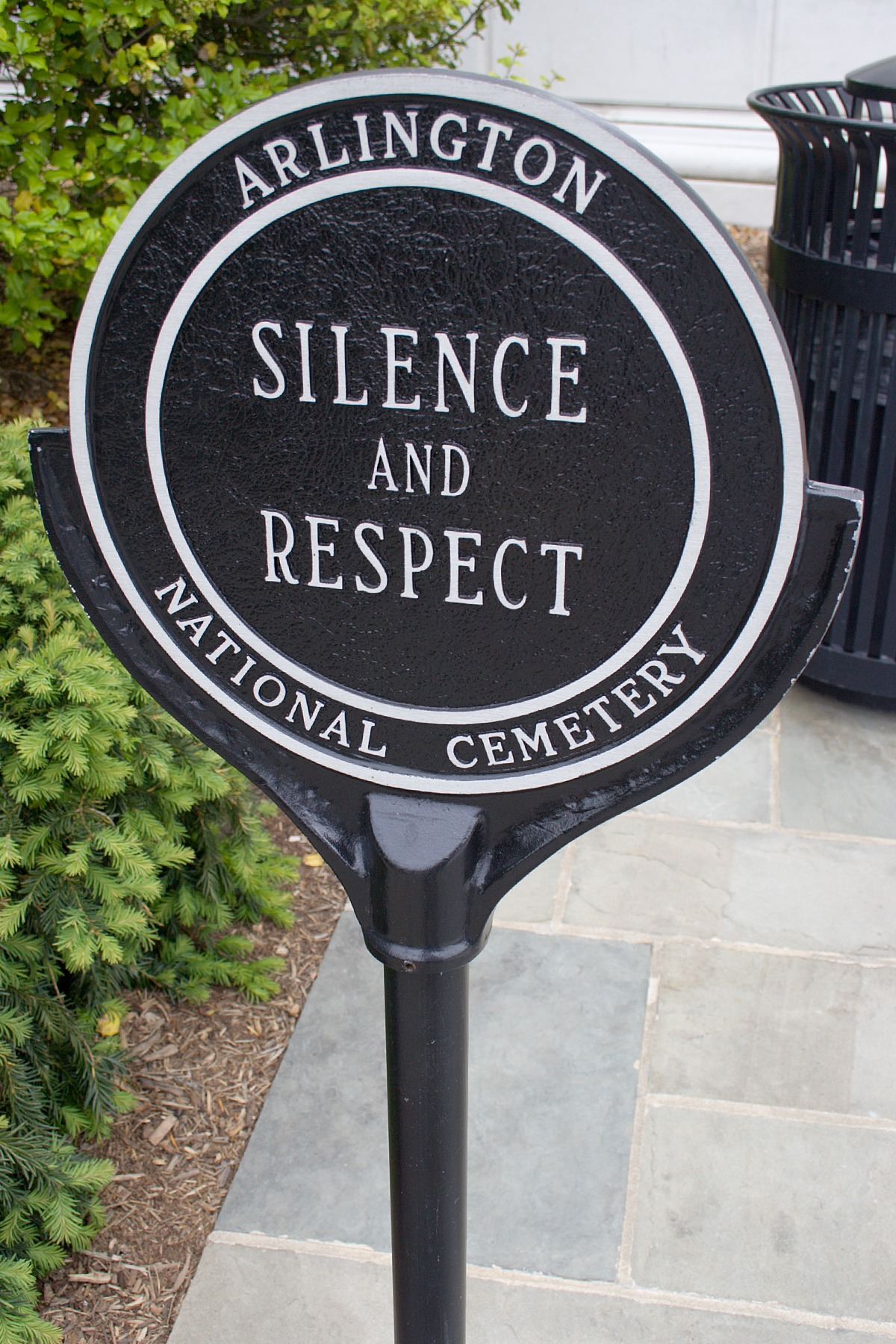
Табличка із закликом до «тиші та поваги» на Арлінгтонському національному кладовищі, США

Деякі способи виявлення поваги — це жести, такі як вітання, віддавання честі, уклін, стояння на колінах, вклякання, відмова, кивання голови, вставання. Це може бути використання ввічливих форм звернення та фраз, уникання форм висловлювання, які можуть бути сприйняті як образливі чи зневажливі, або просто ввічливо слухати. Ввічливість, як прояв поваги може включати прості слова та фрази, як-от «дякую». Іншими способами вираження поваги можуть бути утримання від будь-яких дій, наприклад, мовчання або уникнення недоречних зауважень, наближення до запитань чи перебільшених жестів, граматичні форми ввічливості, шанобливе слово. Можна також висловити повагу за допомогою дрес-коду, наприклад, одягнутися відповідно до особливого випадку, прикрити частини тіла або зняти головний убір або взуття в певних будівлях або приміщеннях. Часто також очікують поваги в особливих контекстах, наприклад, щодо національних і королівських символів, релігійних висловлювань і священних споруд, серйозних знаків і церемоній.
Звичаї та традиції майже всіх людських груп або релігій завжди включали вшанування померлих і предків. Шанування померлих зазвичай виявляють на похоронах та інших поминальних заходах.

## Філософсько-етичний підхід. Філософія поваги
Серед мислителів найбільшої ваги чи впливу набуло твердження, яке міститься у філософії Канта, де сказано, що всі люди повинні поважати сам факт того, що вони є людьми, або, іншими словами, за те, що вони є вільними розумними істотами. Кант зазначав, що необхідно з раннього віку навчати дітей поваги та уваги до прав інших. За Іммануїлом Кантом, повага визначає норму людських стосунків більшою мірою, ніж симпатія; взаєморозуміння може бути досягнуто лише на основі поваги. Філософ Іммануїл Кант зробив чесноту поваги основою свого Категоричного Імперативу:
|  | ...Чини так, що ти сприймаєш людство, як в твоїй особі так і в особі будь-кого іншого, завжди як мету і ніколи лише як засіб (чини так, щоб ти завжди ставився до людства і у своїй особі, і в особі будь-кого іншого так само, як до цілі, і ніколи не ставився б до нього тільки як до засобу). Оригінальний текст (нім.) Handle so, dass du die Menschheit sowohl in deiner Person als auch in der Person jedes anderen jederzeit zugleich als Zweck, niemals bloß als Mittel brauchs. |

Таким чином, серед найважливіших моральних принципів філософ наводить не лише повагу до інших, але й повагу до власної особи або почуття власної гідності. Кант був першим великим західним філософом, який поставив повагу до людей, включаючи й повагу до власної особи, у самий центр моральної теорії.
Американський філософ політики та права Джоел Файнберг, котрий відомий своєю роботою в галузі етики, теорії дій, філософії права та політичної філософії, а також прав особистості та влади держави, і був однією з найвпливовіших фігур в американській юриспруденції за останні п'ятдесят років, у 1975 році написав статтю, в якій визначив три форми поваги. Першу форму, він описує як почуття страху. Наприклад, мова може йти про те, яку повагу повинен мати моряк до моря або особа в умовах нічних прогулянок до вуличних банд. Друга форма, є моральною формою поваги. Це означає, що об'єкт поваги через своє існування висуває законні вимоги щодо поводження з ним. Фейнберг вважає, що ця форма поваги історично з'явилася пізніше, ніж перша форма, спочатку проявляючись до нешкідливих, але добрих людей, а потім до всіх людей. Саме про другу форму мають на увазі, коли говорять про рівну повагу до всіх. Третя форма поваги означає особливе почуття благоговіння, яке відчуває людина, коли стикається з чимось надзвичайним або піднесеним. Це почуття, яке принижує і підносить того, хто його відчуває (тому вона контрастує з приниженням і дисконтуванням). Фейнберг вважає, що саме ця остання форма поваги в Іммануїла Канта говорить про те, коли він обговорює відчуття, які пробуджуються в людях, коли вони стикаються з моральним законом і людьми, які живуть за ним.
Інші філософи, такі як Стівен Д. Хадсон і Стівен Дарволл, сформулювали інші способи розрізнення різних форм поваги.
Джонатан Гайд, професор Нью-Йоркської школи бізнесу Стерна, називає повагу однією з п'яти фундаментальних моральних цінностей, які більшою чи меншою мірою поділяються різними суспільствами та різними людьми.

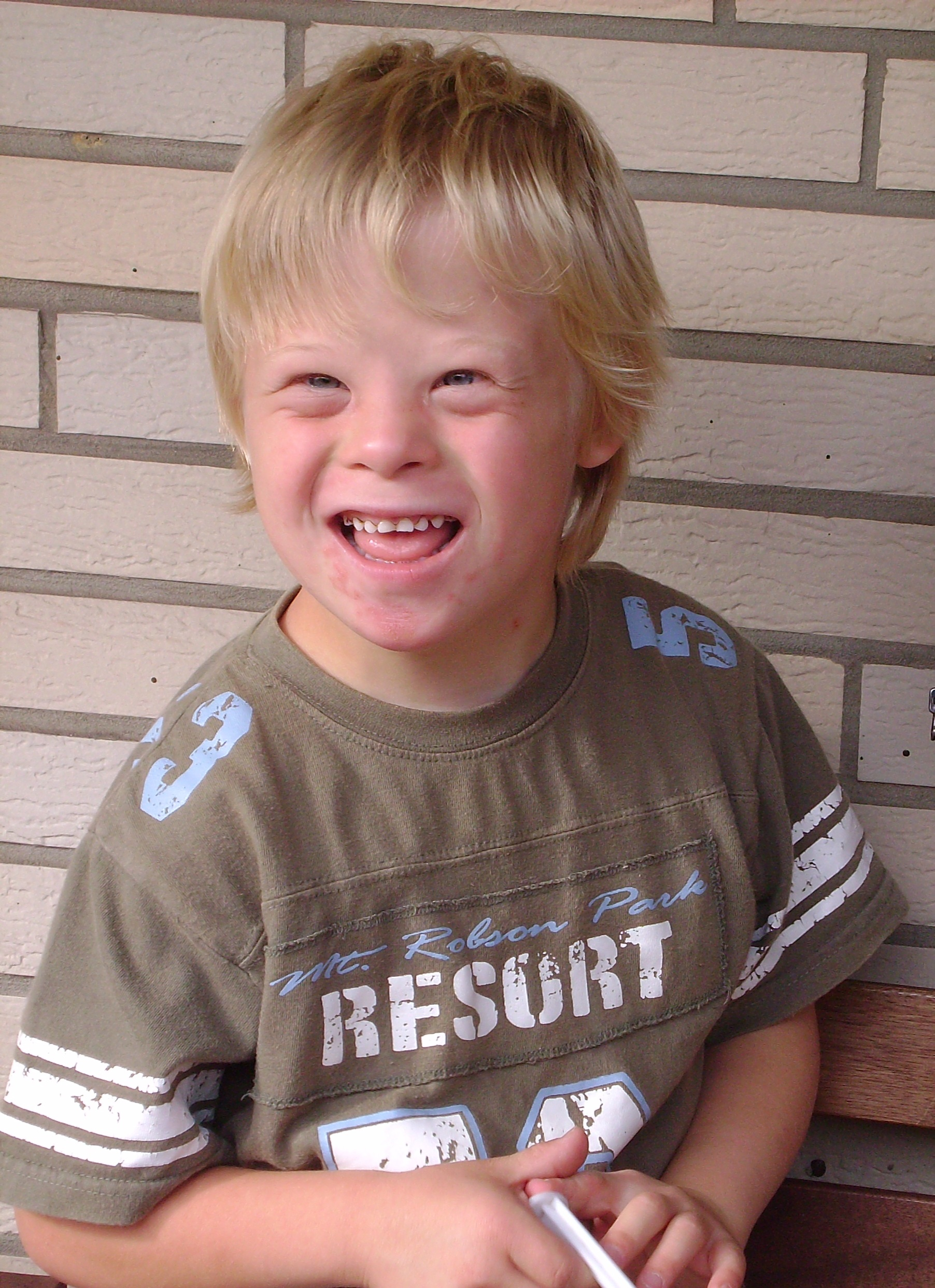
Поняття поваги до людської гідності також стосується прав меншин та людей з обмеженими можливостями, слабких за своєю природою (тут дитина з синдромом Дауна)

## Юридичний аспект. Повага до людської гідності. Повага до приватного життя
Стаття 28 Конституції України нормативно закріплює право на повагу до людської гідності. Ніхто не може бути підданий катуванню, жорстокому, нелюдському або такому, що принижує його гідність, поводженню чи покаранню. Жодна людина без її вільної згоди не може бути піддана медичним, науковим чи іншим дослідам. Право кожного на повагу до його гідності належить до особистих невід'ємних прав людини. Стаття 64 Конституції України гарантує, що зазначене право не може бути обмежене навіть в умовах воєнного або надзвичайного стану. Тобто, це пряма заборона на вчинення зазначених вище дій. Наведена конституційна норма є відображенням положень міжнародного права, а саме ст. 5 Загальної декларації прав людини, статей 7 і 10 Міжнародного пакту про громадянські та політичні права, ст. З Європейської конвенції з прав людини, Конвенції ООН проти катувань та інших жорстоких, нелюдських або таких, що принижують гідність, видів поводження і покарання. Більш детально правові питання реалізації зазначеного принципу врегульовані у Конвенції проти катувань та інших жорстоких, нелюдських чи таких, що принижують гідність, видів поводження і покарання від 10 грудня 1984 року.
Стаття 8 Конвенції про захист прав людини та основоположних свобод комплексно декларує ці права: «Кожен має право на повагу до його приватного і сімейного життя, до житла і до таємниці кореспонденції».
Відповідно до статті 3 Конституції України, людина, її життя і здоров'я, честь і гідність, недоторканність і безпека визнаються в Україні найвищою соціальною цінністю.
Питання поваги гідності є ключовим для формування концепцій і доктрин захисту прав людини.

### Повага до меншин
Повага до прав людини, включно з правами меншин — визнання того, що всі люди народжуються вільними та рівними у своїх правах. Ці права охоплюють різні сфери.
Права меншин включені до міжнародного права прав людини. Так само, як права дитини, права жінок і права біженців будь-якого походження.

## Повага до національних символів
Згідно зі статтею 65 Конституції України шанування державних символів України є обов'язком громадян України. Державні символи є важливим атрибутом сучасної держави, складовою її конституційного ладу. Символи держави передбачають повагу до них громадян та офiцiйних осiб, а також iноземних громадян та офiцiйних осiб iнших держав.
Повага до державних символів — це повага до Держави, народу та національних традицій, це свідчення громадянської зрілості.